# Plosokerep (Sumobito)
Plosokerep is een bestuurslaag in het regentschap Jombang van de provincie Oost-Java, Indonesië. Plosokerep telt 3797 inwoners (volkstelling 2010).